# Герб Верхошижемья
Герб муниципального образования Верхоши́жемское городское поселение Верхошижемского района Кировской области Российской Федерации — опознавательно-правовой знак, составленный и употребляемый в соответствии с правилами геральдики, служащий символом муниципального образования и посёлка Верхошижемье.

## Описание герба
Описание герба:
В серебряном поле переплетённые стеблями пурпурный цветок с пятью лепестками и серебряной сердцевиной и зелёный трёхлистный листок кислицы; вырастающие из выпуклой с краев и вогнутой посередине оконечности, рассечённой пурпуром и зеленью.

## Обоснование символики
Обоснование символики герба:
Герб языком символов и аллегорий передает природные, исторические и экономические особенности района.
Название Верхошижемское городского поселения происходит от реки Шижмы и одноимённого посёлка — Верхошижемье. Посёлок Верхошижемье, по данным историка-краеведа И. С. Парфёнова, сформировался в процессе слияния трех деревень — Вожгалы, Селяне и Шляндинская. Деревню Вожгалы образовали потомки Лазаря и Тимофея Кислицына, поселившихся «на высокой горе по дороге на Хлынов» в 1678 году, а деревню Селяне в том же году на более пологом холме по левую руку от дороги на Хлынов основали Василий, Иван и Мартын Хорошавины и их потомки.
Фамилии первых поселенцев, родовые корни основателей села Верхошижемья символически переданы в Гербе: Кислицыны — листком кислицы, в простонародии называемой «заячьей капустой», а Хорошавины (от славянского женского имени Хорошава) — цветком этого растения.
Характерная географическая особенность исторической части посёлка — крутые подъёмы в трёх направлениях от реки Шижмы по отрогам Вятского Увала, на которых расположен посёлок (на север, на юг и на запад) — передана в гербе выпуклой с краев и вогнутой посередине оконечностью. Оконечность рассечена надвое в знак того, что река Шижма делит посёлок надвое: в правобережной части расположились деревни Вожгалы и Селяне, в заречной левобережной части была основана первая деревня — Шляндинская.
Серебряный цвет поля герба (графически отображается белым цветом) означает человеколюбие, милосердие, благородство, согласие, справедливость.
Зелёный цвет обозначает изобилие, честь и стремление к победе.
Пурпурный цвет олицетворяет цветущую землю, а также духовные добродетели, щедрость и достоинство.

## История создания
- 25 декабря 2009 — первоначальный вариант герба утверждён решением Верхошижемской поселковой Думы и направлен в Геральдический совет при Президенте Российской Федерации[1].
- 25 декабря 2009 — герб посёлка после доработки утверждён решением Верхошижемской поселковой Думы. Авторскую группу по разработке герба составили: идея — Генрих Иванович Сергеев (Верхошижемье), геральдическая доработка — Денис Бельский, Евгений Дрогов (Киров)[1].
- Герб Верхошижемского городского поселения включён в Государственный геральдический регистр Российской Федерации под № 5816.

### Первоначальный вариант герба
Первоначальный вариант герба, утверждённый решением Верхошижемской поселковой Думы от 24 апреля 2009 года, имел следующее описание:
В серебряном поле пурпурное и два зелёных, одно из которых оканчивает щит, разделены золотом, от него по сторонам два возникающих холма; пурпурный пятилепестковый цветок и тройчатый зелёный лист кислицы на тонких, переплетённых между собой черешках, касающихся одноцветных полей; в середине цветка золотой круг.

Включённое в первоначальный текст Положения о гербе толкование его символики было следующим:
Историк-краевед, один из основателей Верхошижемского краеведческого музея И. С. Парфёнов оставил нам бесценные архивные сведения: время основания посёлка Верхошижемье — 1678 год и фамилии его первых первопоселенцев: «На высокой горе по дороге на Хлынов поселились Василий, Иван да Мартын Хорошавин, Лазарь да Тимофей Кислицын». В действительности на высокой горе по дороге на Хлынов потомки Лазаря да Тимофея Кислицына образовали деревню Вожгалы, где проживали только Кислицыны (северный подъём по ул. Кирова — 23 дома). А на более пологом холме по левую руку от дороги на Хлынов потомки Василия, Ивана да Мартына Хорошавина обосновали деревню Селяне, где жили только Хорошавины (средняя часть ул. Горького — 15 домов). О первопоселенцах первой селообразующей деревни — Шляндинской сведений нет. Она является продолжением улицы Кирова в заречной части Верхошижемья. Слияние этих трех деревень явилось завершением формирования Верхошижемья.
Такие благодатные сведения дают основание использовать упоминаемые в записи средневековых статистов фамилии первопоселенцев при разработке герба по признакам происхождения фамилий. В книге «Русские фамилии тюркского происхождения» Н. А. Баскакова находим: «VI. Шестую группу составляют прозвища по названиям растений, плодов, злаков, а также частей растений: а) русские прозвища: Кислица». В списке «Славянские имена мужские и женские», взятом из Интернета, есть прекрасное имя — Хорошава.
На основе ономастики имеем полное право считать происхождение фамилии Кислицын от «кислицы» — названия травки, растущей повсеместно и известной как «заячья капуста». А фамилия Хорошавин без сомнения появилась от женского имени Хорошава, что в данном случае можно ассоциировать с цветком кислицы.

Итак, характерный тройчатый лист кислицы (Кислицын) и её белый с пурпурными прожилками пятилепестковый цветок (Хорошава-Хорошавин) представляют для герба идеальную пару, символизирующую родовые корни основателей села Верхошижемья. Ничто другое не может выразить так точно и образно его символ. А как же мы попадаем в историческую часть Верхошижемья и выходим из неё? Только через увалы. Следовательно, они тоже должны найти отражение на гербе, так как именно на них пустили родовые корни основатели поселка Верхошижемье, состоящего из трех деревень.